# Versorgungsdruck
Versorgungsdruck ist die Bezeichnung für den vorherrschenden Wasserdruck in den Trinkwasserleitungen. Bei Trinkwasserleitungen im Ortsnetz beträgt der Versorgungsdruck zwischen 2 und 8 bar, da die Hausinstallationsanlagen nur bis zu einem Betriebsdruck von maximal 10 bar ausgelegt sind. In Verteilernetzen ohne Hausanschlüsse können auch Drücke über 10 bar anliegen. Der Druck muss dann vor der Abgabe an die Haushalte wieder mit einem Druckminderer gesenkt werden.